# Jabbim
Jabbim — кроссплатформенная открытая программа мгновенного обмена сообщениями по протоколу XMPP. Написан на Python с использованием PyQt. Поддерживаются операционные системы Microsoft Windows, Linux, Mac OS X и BSD.
Изначально была создана для сервиса jabbim.com, но полноценно работает и с любыми другими XMPP-серверами.
Jabbim отличается простотой, удобством, оригинальностью интерфейса, но в то же время и функциональностью. Имеет поддержку плагинов и стилей оформления.

## Возможности
- Использование вкладок в окнах сообщений
- Поддержка стилей окна чата и приложения
- Поддержка графических смайлов
- Визуальные и звуковые уведомления
- Форматирование сообщений (XHTML-IM)
- Уведомления о наборе текста
- Передача файлов
- Улучшенная поддержка групповых чатов с администрированием и модерацией
- Поддержка списков приватности
- «Невидимость»
- TLS-шифрование
- Расширенные статусы (User Tune, User Mood, User Activity, User Chatting)